# Jakob Bernoulli I.
Jakob Bernoulli I. (tudi Jacob, James, Jacques), švicarski matematik, * 27. december 1654, Basel, Švica, † 16. avgust 1705, Basel.

## Življenje in delo
Jakob je bil starejši Johannov (Ivanov) brat. Leta 1676 je na svojem potovanju v Anglijo srečal Roberta Boyla in Roberta Hooka. Ko se je vrnil domov, je posvetil svoje življenje znanosti in matematiki. Od leta 1682 je poučeval na Univerzi v Baslu, kjer je leta 1687 postal profesor matematike. Leta 1689 je za Mengolijem dokazal, da harmonična vrsta:
{\displaystyle \sum _{n=1}^{\infty }{\frac {1}{n}}=1+{\frac {1}{2}}+{\frac {1}{3}}+{\frac {1}{4}}+{\frac {1}{5}}+\dots \!\,}
divergira. 
Dopisoval si je z Leibnizem in se pri tem naučil infinitezimalnega računa. Sodeloval je s svojim bratom Johannom. Njegova najzgodnejša dela o transcendentnih krivuljah (1696) in o izoperimetričnem problemu (1700, 1701) kažejo uporabo tega računa. Napisal je prvi učbenik infinitezimalnega računa, razširil je tudi uporabo novega računa v geometriji. Bil je predhodnik statistike. Njegovo odlično delo Umetnost domnevanja (Ars Conjectandi), objavljenem po njegovi smrti leta 1713, predstavlja pionirsko delo iz teorije verjetnosti.
V letu 1694 je kot modifikacijo elipse prvi opisal po njem imenovano lemniskato.